# نصر حسين داي
النصر الرياضي حسين داي، هو نادي كرة قدم جزائري مقره حسين داي، الجزائر العاصمة. تأسس عام 1947 وألوانه الأحمر والأصفر. الملعب الرسمي للفريق هو ملعب 20 أغسطس 1955، الذي يتسع لـ 10,000 متفرج. يلعب النادي حاليًا في الرابطة الجزائرية المحترفة الثانية.

## تاريخ
في 15 يونيو 1947 في مقهى قدور في ليفلي (المقارية حاليا)، اجتمع 180 عضوا لاتخاذ قرار بشأن دمج ثلاثة أندية من حسين داي وهي: النجمة الرياضية لحسين داي، نادي لاغلاسيار، ونادي الأمل الرياضي، ونتج عن هذا الدمج نادي رياضي جديد باسم نصر حسين داي.
بارك الشيخ العربي التبيسي تأسيس النادي الجديد الذي كان نشطًا خلال حرب التحرير، وكان له نصيبه من المعاناة والألم وطبعا نصيبه من الشهداء الذين استجابوا لنداء 1956/1957 لوقف الأندية الرياضية الجزائرية، أوقفت النهضة جميع الأنشطة الرياضية في البلاد ولم تستأنف إلا بعد استقلال البلاد عام 1962.
توج نصر حسين داي بلقب بطولة الجزائر عام 1963 وحقق فوزه الوحيد بالبطولة الجزائرية عام 1967.

### أعضاء أول مجلس إدارة في تاريخ النادي
- الرئيس: علي حنتور.
- نواب الرئيس: بن سيام بن يوسف، مقران حماك، زيوي عقيل
- الأمين العام: محمد ياحي
- نائب الأمين العام: محمد نجاعي
- الخزينة العامة: محمد دشيشة
- مساعد أمين الخزينة: محمد عبيب
- المراقب العام: سعيد لجاج
- أعضاء التقييم: ملوش محمد، تركماني أحمد، بن ساعو باشي، لوالي عمر، تشمباز محمد، تواتي دحمان، بن عمارة بوعلام

### مدرسة للوطنية
قبل الحرب العالمية الثانية، كان نادي مولودية الجزائر هو النادي الوحيد، لكن في تلك الفترة كان الطلب على إنشاء أندية جديدة يتضاعف، فقد تقرر إنشاء النوادي حيثما أمكن ذلك. بعد إنشاء اتحاد العاصمة وغيرها من الأندية، جاء دور النصرية التي تأسست في عام 1947، اشترك النادي في الدرجة الثالثة، وبعد عام من التوقف، حقق النادي الصعود في موسمين نحو القسم الأول. في عام 1953 زار النادي فنلندا بناء على دعوة تلقاها من المنتخب التركي الذي زار الجزائر في تلك الفترة.
كانت النصرية تنعم في ذلك الوقت بالشيخ العربي التبسي الذي كان يشجعهم على الرياضة ويحثهم على حب الوطن، فقد شاركت النصرية في الحرب التحريرية ضد المستعمر الفرنسي وكان لها نصيب من الآلام والمعاناة التي عاشتها البلاد في تلك الفترة، ضحت بمجموعة من الشهداء، واستجابت للدعوة إلى وقف النشاطات الرياضية ككل الأندية الرياضية الجزائرية عام 1956/1957.

### قائمة بعض لاعبي نصر حسين داي في الفترة الممتدة بين 1947/1956
- فيما يلي قائمة بعض لاعبي نصر حسين داي في الفترة الممتدة بين 1947/1956 :
- الهدافون: شلال عبد الحليم، بوقنداكجي زوهير

باقي اللاعبين: زيوي محمد، عقيل عثماني، سليمان الصوري، رشيد بوزند، عبد القادر كيمون، مراقة حليم، تشماباز محمد، لعريبي أحمد، كوريفة
، مقران، حطاب بن يوسف، مسعودان حمو، براهيم عمر، صبري ياسف، علي محمد توبالين، زرماني الهادي، كينيور محمد وعمر، خليفاتي مختار، عبيب محمد، بارودي محمد، دامين محمد، شعباني محمد، شعوان، بوديسة علي، زرماني محمد، فالتون، نقازي، عجواط براهام، بنسيام علال، خنان عبد القادر، ماراف لعيد، معروف محمد، تشيكو، عبد العزير، بوجمة محمد بركاني عمر، عنون لعربي،مهدي الطيب،
- المدربون: ايزغوتي، ثم جاء كرارزي مصطفي.
- الأواسط: زيوي أحمد، بوديسة مسعود، آيت الحاج سعدي، عمروش محمد، بوربابة امبارك، اتسو محمد، مسعودان عبد القادر، معلو محمد، بلعيبود مزيان، زيموش أحمد

### بعد الاستقلال، وأول ألقاب النادي
بعد الاستقلال مباشرة تحركت مجموعة من أبناء الفريق للم الشمل، وبناء فريق تنافسي ليشارك في البطولة الوطنية، فكانت أولى الخطوات عام 1963 بدمج 3 لاعبين أجانب هم (زبورالسكا، بيريت، سيرانو)، مع مجموعة من اللاعبين المميزين نذكر منهم (زرماني، زموري، بوديسة معزوز، والي، يحيى...). البداية مع أول بطولة وطنية حيث خسرت النصرية اللقب لصالح عنابة في مرحلة اللقب، أربع سنوات بعد ذلك حصدت النصرية أولى ألقابها المتمثل في البطولة الوطنية في عام 1967 وهي البطولة الوحيدة التي حصدها نادي نصر حسين داي في تاريخه إلى غاية يومنا هذا.
على أرض الواقع في تلك الفترة كان يضم النادي كان يضم كوكبة من اللاعبين المميزين بقيادة المدرب الفرنسي رينيه فارنييه، نذكر منهم بعضا من لاعبي ذلك الجيل: الحارسان الدوليان (وشان وعمار)، بوياحي، نازف، يوسف، واليكان، بوسلوب، باحمان.
مدرسة في كرة القدم:
على الرغم من قلة ألقاب النادي، إلا ان النصرية تعد مدرسة كروية كبيرة في الجزائر من بداية الستنينيات إلى يومنا هذا بداية مع المدرب المجري كالوكساي، ثم الإنلجيزي راينولدز، وبعدها مع الفرنسي رينيه فارنييه، الذي طبق خطة دفاع المنطقة، وقدم لنا لاعبين شابين هما خديس وعقاق في محور الدفاع، ولاعب الوسط فرقاني، وقد حقق سجل فريد من نوعه ب17 مباراة من دون هزيمة، بعدها جاء الإنجليزي رينولدز الذي خلف المدرب جون سنيلا، هذا المدرب الذي شجع اللعب الهجومي واحدث ثورة في السبعينيات بالنسبة لتشكيلة النصرية، هذه الثورة اخرجت مجموعة من اللاعبين الدولين أصحاب المستوى العالمي أمثال : فرقاني، خديس، ايغيل، اوشان، قندوز، ماجر، ومرزقان. السياسة المتبعة في النصرية جعلتها أحسن نادي في الجزائر في تلك الفترة، حتى أنها وقعت إتفاقية تجارية مع الخطوط الجوية الجزائرية، كل هذا حدث قبل الإصلاح الرياضي في الجزائر عام 1976، وقد كانت على مقربة من دخول الاحتراف.
كانت النصرية في تلك الفترة الخزان الأول للمنتخب الوطني، إذ شكل لاعبوا النصرية أكثر من نصف لاعبي المنتخب الوطني ممثلة بسبعة لاعبين في المنتخب، وهم: ماجر، قندوز، زرابي، آيت الحوسين، مرزقان، قنون، لعزيزي. بفضل هؤلاء النجوم وغيرهم تمكن نصر حسين داي من التتويج بكأس الجمهورية سنة 1979، وهو ثاني لقب في صفوف الفريق بعد لقب البطولة الوطنية موسم66/67. بعدها بموسمين تشارك النصرية في كأس إفريقية وتغادر في النصف النهائي على يد نادي افريكا سبور من ساحل العاج.

### مرحلة الهبوط
بعدما كانت النصرية تلعب على المراكز الأولى في البطولة الوطنية وتنتج لاعبين من طينة الكبار، أتى اليوم الذي عانى فيه النادي من نزيف على مستوى اللاعبين، وفقدت النصرية تلك الكرة الجميلة التي كانت تنسجها أقدام لاعبين من أحسن لاعبي القارة السمراء.
في عام 1986 غادر معظم اللاعبين النادي، وهو الأمر الذي جعل النصرية تسقط إلى القسم الثاني، وتعيش جحيم القسم الثاني. حتى عام 1991 الذي شهد عودة النصرية إلى القسم الأول، هذه العودة كانت في بادئ الأمر قوية حيث حققت الملاحة المركز الثاني في عام 1992 والمركز الثالث عام 1993. قبل أن تعود للتقلب وتسقط في موسمين متتاليين مع العودة مباشرة بعد السقوط، عامي 1995 و 1997.
وفي عام 1999 تقرر تقسيم القسم الوطني الأول إلى قسمين، هذا القرار أدى إلى سقوط النصرية مرة أخرى لأنها لم تتمكن من احتلال مرتبة ضمن ال14 الأوائل كما نصت عليه القوانين.
العودة بعد هذا كانت تحت إشراف أحد أبناء الفريق المدرب مزيان ايغيل، هذا المدرب الذي ساهم في عودة الملاحة إلى حظيرة الكبار عام 2000. هذه العودة أرادها أبناء النصرية أن تحمل معها استقرار النادي ضمن حظيرة الكبار، وهو ما جعلهم يعيدون ترتيب البيت إداريا، ودعوا إلى ضرورة العمل مع هذا المدرب، لكن الأمر لم يبقى على حاله غادر ايغيل، ليتولي التدريب طاقم جديد بقيادة رشيد شرادي، وآيت الحوسين، وأوشان. اتسمت هذه المرحلة بعودة الملاحة إلى سابق عهدها، حيث عاد النادي لإنتاج لاعبين مهوبين في صورة ياسف، عليش، بن دبكة، عبد السلام، شعابنة وقانا. في نهاية موسم 2002/2003، احتلت الملاحة المرتبة الثانية وعادت بعد غياب طويل إلى الساحة الدولية من بوابة رابطة أبطال عرب.

## الألقاب والإنجازات
الرابطة الجزائرية المحترفة الأولى
- البطل (1): 1966–67.

- الوصيف (5): 1963–64، 1972–73، 1975–76، 1981–82، 1992–93.

كأس الجزائر
- البطل (1): 1978–79.

- الوصيف (4): 1967–68، 1976–77، 1981–82، 2015–16.

## أبرز اللاعبين
- رابح ماجر
- بلال دزيري
- علي فرقاني
- محمود قندوز
- رفيق حليش
- مزيان إغيل
- شعبان مرزقان
- علي بن دبكة
- حمزة ياسف
- عبد الرؤوف زرابي
- لخضر عجالي
- سمير عليش
- جمال بن العمري
- حسين سعدي

- احمد ايت الحسين

## وصلات خارجية
- صفحة النادي على موقع كووورة